# Іфрейта (Нью-Йорк)
Іфрейта (англ. Ephratah) — місто (англ. town) в США, в окрузі Фултон штату Нью-Йорк. Населення — 1677 осіб (2020).

## Демографія
Згідно з переписом 2010 року, у місті мешкали 1682 особи в 655 домогосподарствах у складі 455 родин. Було 759 помешкань
Расовий склад населення:
| - 98,6 % — білих - 0,7 % — чорних або афроамериканців - 0,1 % — азіатів |

До двох чи більше рас належало 0,7 %. Частка іспаномовних становила 0,6 % від усіх жителів.
За віковим діапазоном населення розподілялося таким чином: 21,3 % — особи молодші 18 років, 64,2 % — особи у віці 18—64 років, 14,5 % — особи у віці 65 років та старші. Медіана віку мешканця становила 44,2 року. На 100 осіб жіночої статі у місті припадало 108,2 чоловіків;  на 100 жінок у віці від 18 років та старших — 105,9 чоловіків також старших 18 років.
Середній дохід на одне домашнє господарство  становив 59 684 долари США (медіана — 48 125), а середній дохід на одну сім'ю — 64 795 доларів (медіана — 57 500). Медіана доходів становила 43 026 доларів для чоловіків та 30 292 долари для жінок. За межею бідності перебувало 12,0 % осіб, у тому числі 19,5 % дітей у віці до 18 років та 5,5 % осіб у віці 65 років та старших.
Цивільне працевлаштоване населення становило 809 осіб. Основні галузі зайнятості: освіта, охорона здоров'я та соціальна допомога — 23,7 %, роздрібна торгівля — 16,2 %, будівництво — 11,1 %, виробництво — 10,9 %.